# Верхня Рудка
Верхня Рудка — річка в Україні у Перемишлянському районі Львівської області. Права притока річки Гнила Липа (басейн Дністра).

## Опис
Довжина річки приблизно 5,65 км, найкоротша відстань між витоком і гирлом — 4,67  км, коефіцієнт звивистості річки — 1,21 . Формується декількома струмками.

## Розташування
Бере початок на південно-східній околиці села Утіховичі. Тече переважно на південний схід і на північно-східній стороні від села Кореличі впадає у річку Гнилу Липу, ліву притоку Дністра.

## Цікаві факти
- У пригирловій частині річку перетинає автошлях Т 1417[2] (автомобільний шлях територіального значення у Львівській та Івано-Франківській областях. Проходить територією Золочівського, Перемишлянського та Рогатинського районів через Куровичі — Перемишляни — Рогатин. Загальна довжина — 42,8 км.).